# 緘默法則
緘默法則（義大利語：Omertà，義大利語發音：[omerˈta]）是黑手黨之間的法則之一，其他法則包括如榮譽守則（code of honour）等。緘默法則與榮譽守則等在過去是黑手黨間的最高法則，任何人都不可侵犯。

## 內容
第一條，當任何事情發生於黑手黨成員身上，不可以通知警方，對政府組織必需保持緘默。
第二條，在不違反第一條的情況下，仇殺只能追究對方本人，不得對其家人下手。
然而，現今的緘默法則在黑手黨的地位已經有著下降。

## 流行文化
馬里奧·普佐是基於緘默法則和美國黑手黨（Cosa Nostra）的原則而寫小說的。他最著名的作品就是三部曲——《教父》、《西西里人》和《緘默法則》。該系列的最後一本書《緘默法則》是在他去世前完成，但在去世後的2000年才出版。